# Liste der Biografien/Schula
Liste der Biografien |
Portal Biografien |
Personensuche
# |
A |
B |
C |
D |
E |
F |
G |
H |
I |
J |
K |
L |
M |
N |
O |
P |
Q |
R |
S |
T |
U |
V |
W |
X |
Y |
Z |
?
 
Sa |
Sb |
Sc |
Sd |
Se |
Sf |
Sg |
Sh |
Si |
Sj |
Sk |
Sl |
Sm |
Sn |
So |
Sp |
Sq |
Sr |
Ss |
St |
Su |
Sv |
Sw |
Sy |
Sz
 
Sca–Sce |
Sch |
Sci–Scz
 
Scha |
Schc |
Schd |
Sche |
Schg |
Schi |
Schj |
Schk |
Schl |
Schm |
Schn |
Scho |
Schp |
Schr |
Schs |
Scht |
Schu |
Schv |
Schw |
Schy
 
Schua |
Schub |
Schuc |
Schud |
Schue |
Schuf |
Schug |
Schuh |
Schui |
Schuk |
Schul |
Schum |
Schun |
Schuo |
Schup |
Schuq |
Schur |
Schus |
Schut |
Schuu |
Schuv |
Schuw |
Schuy |
Schuz
 
Schula |
Schulb |
Schuld |
Schule |
Schulg |
Schulh |
Schuli |
Schulj |
Schulk |
Schull |
Schulm |
Schulo |
Schulp |
Schulr |
Schuls |
Schult |
Schulw |
Schuly |
Schulz
Die Liste der Biografien führt alle Personen auf, die in der deutschsprachigen Wikipedia einen Artikel haben. Dieses ist eine Teilliste mit 8 Einträgen von Personen, deren Namen mit den Buchstaben „Schula“ beginnt.

## Schula

### Schulai
- Schulaikina, Lidija Iwanowna (1915–1995), russische Kampfbomberpilotin der Baltischen Flotte im Zweiten Weltkrieg

### Schulaj
- Schulajew, Sergei Eduardowitsch (* 1996), russischer Skispringer

### Schulak
- Schulak, Eugen-Maria (* 1963), österreichischer Philosoph und Publizist
- Schulak, Rosemarie (* 1933), österreichische Schriftstellerin
- Schulakow, Witali Jurjewitsch (* 1983), russischer Eishockeyspieler

### Schulan
- Schulan, Heinz (* 1948), deutscher Theaterschauspieler und -regisseur sowie Autor, Kabarettist und Synchronsprecher

### Schular
- Schularick, Moritz (* 1975), deutscher Volkswirtschaftler und WirtschaftshistorikerMoritz Schularick (* 1975)

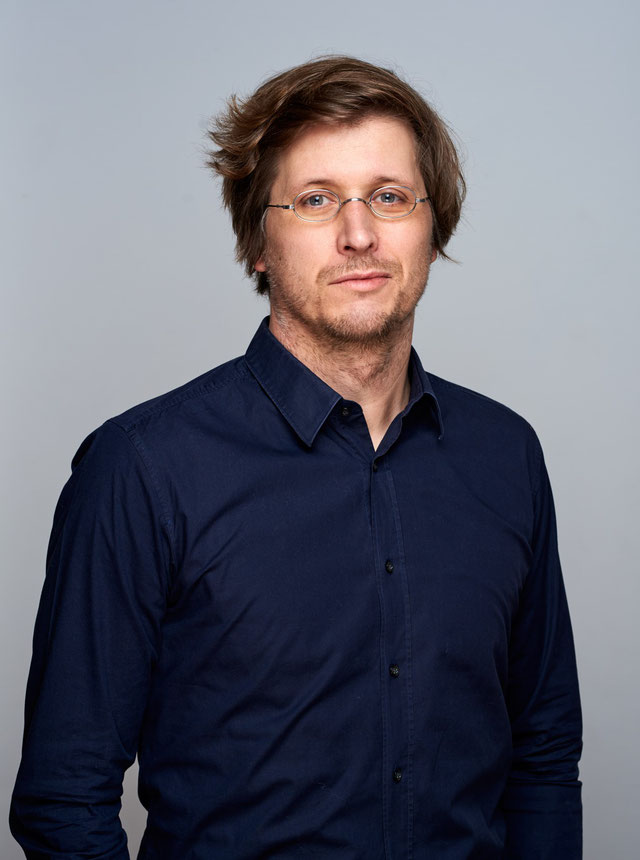
Moritz Schularick (* 1975)

### Schulat
- Schulat-Rademacher, Reinhard (1940–2010), deutscher Synchronsprecher, Hörspielsprecher und Schauspieler